# Långsjön (Hargs socken, Uppland)
Långsjön är en sjö i Östhammars kommun i Uppland och ingår i Olandsån-Skeboåns kustområde.